# Waldgebiet Untere Mark
Waldgebiet Untere Mark este o arie protejată (arie specială de conservare — SAC, sit de importanță comunitară — SCI) din Germania întinsă pe o suprafață de 826,2 ha, integral pe uscat.

## Localizare
Centrul sitului Waldgebiet Untere Mark este situat la coordonatele 49°43′41″N 10°58′41″E / 49.7281°N 10.9781°E.

## Înființare
Situl Waldgebiet Untere Mark a fost declarat sit de importanță comunitară în noiembrie 2004 pentru a proteja 5 specii de animale. Situl a fost protejat și ca arie specială de conservare în aprilie 2016.

## Biodiversitate
Situată în ecoregiunea continentală, aria protejată conține 4 habitate naturale: Păduri de fag Luzulo-Fagetum, Păduri de stejar sau de stejar și carpen sub-atlantice și medio-europene de Carpinion betuli, Păduri de stejar și carpen Galio-Carpinetum, Păduri aluvionare cu Alnus glutinosa și Fraxinus excelsior (Alno-Padion, Alnion incanae, Salicion albae).
La baza desemnării sitului se află mai multe specii protejate:
- amfibieni (1): triton cu creastă (Triturus cristatus)
- mamifere (2): liliac cu urechi mari (Myotis bechsteinii), liliac comun (Myotis myotis)
- nevertebrate (2): Austropotamobius torrentium, Osmoderma eremita Complex